# Mas Ponsjoan
El Mas Ponsjoan o Mas Ponçjoan de Fonts és un mas al pla de Calonge, a la ribera esquerra de la riera del Tinar al «barri de les Fonts», la masia del qual data del segle xviii. En una pedra a la porta principal es dona la data de 1723.
El 1972 romania encara en la mateixa estructura del temps en què fou alçat, tant en l'habitatge com en les corts i els porxos. L'edifici actual és el resultat d'una profunda rehabilitació. S'hi van afegir dependències, es van modificar alguns elements i es va canviar l'orientació de la teulada.

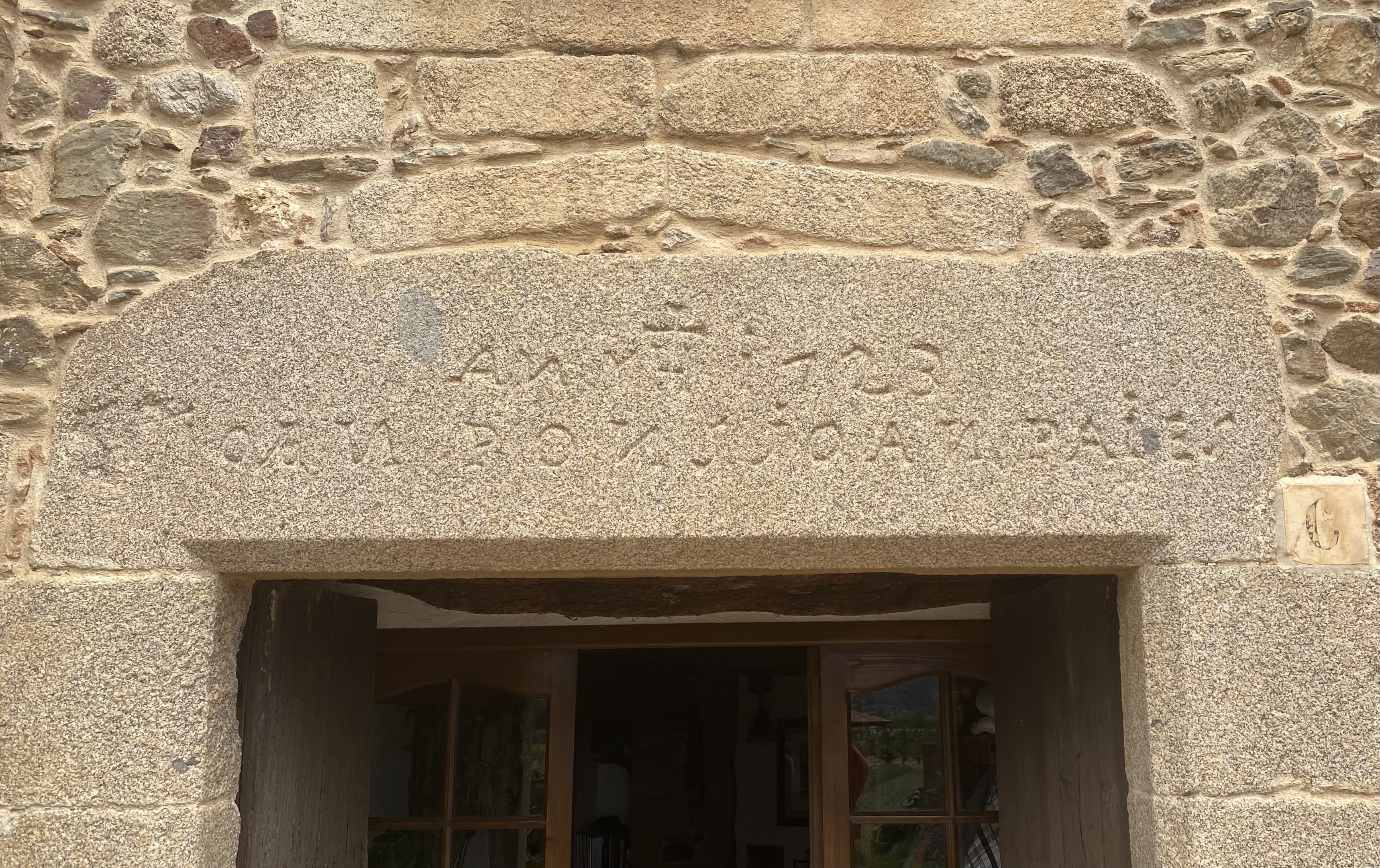
Sobrellinda amb data d'estrena 1723 «Ponsjoan i paiès»

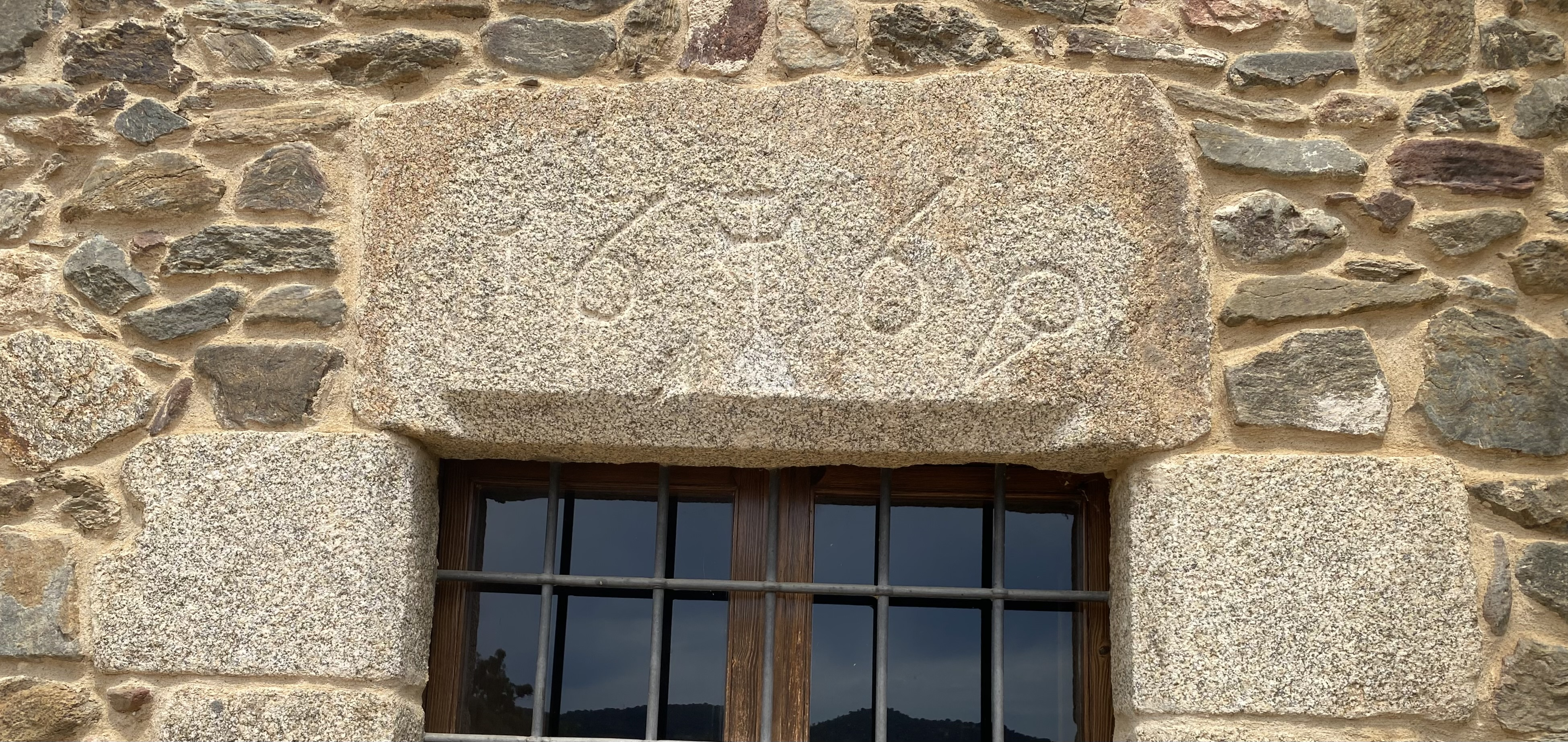
Sobrellinda de finestra amb data de 1660

Un primer edifici documentat en aquest lloc és una taverna que s'hi va aixecar el 1668. La propera masia va ser estrenada el 1723.
El 2023 la conreen en cinquena i sisena generació els Comas i Vidal. Han abandonat la ramaderia i es concentren en l'agricultura policultiu de fruita, hortalisses i sobretot el vi. Amb el mas veí, Mas Molla, promouen el vi de pagès i preserven varietats de ceps únics al món.